# Daria Gaiazova
Daria Gaiazova (Mosca, 24 dicembre 1983) è un'ex fondista canadese di origine russa (cirillico Дарья Гаязова, traslitterazione Dar'ja Gajazova). Ha ottenuto la nazionalità del Canada agli inizi della carriera, nel 2003, e in campo internazionale ha sempre gareggiato per la nazionale canadese.

## Biografia
In Coppa del Mondo ha esordito il 22 ottobre 2005 a Düsseldorf (51ª) e ha ottenuto il primo podio il 5 dicembre 2010 nella medesima località (3ª).
In carriera ha preso parte a due edizioni dei Giochi olimpici invernali, Vancouver 2010 (22ª nella sprint, 46ª nell'inseguimento, 7ª nella sprint a squadre, 15ª nella staffetta) e Soči 2014 (44ª nella 10 km, 25ª nella sprint, 11ª nella sprint a squadre, 14ª nella staffetta), e a quattro dei Campionati mondiali (6ª nella sprint a squadre a Oslo 2011 il miglior risultato).

## Palmarès

### Coppa del Mondo
- Miglior piazzamento in classifica generale: 42ª nel 2013
- 2 podi (entrambi a squadre):
  - 2 terzi posti

### Marathon Cup
- 1 podio:
  - 1 terzo posto